# Norway Lake
Norway Lake är en sjö i Kanada.   Den ligger i countyt Lennox and Addington County och provinsen Ontario, i den sydöstra delen av landet, 140 km väster om huvudstaden Ottawa. Norway Lake ligger 339 meter över havet.
I omgivningarna runt Norway Lake växer i huvudsak blandskog. Runt Norway Lake är det mycket glesbefolkat, med 2 invånare per kvadratkilometer.